# سلالة ألتونتاش
سلالة ألتونتاش أو سلالة الألتونتاشيين كانت سلالة مسلمة. حكمت السلالة خوارزم. كان ألتونتاش مملوكًا تركيًّا للحاكمين الغزنويين سبكتكين ومحمود بن سبكتكين. «وعين السلطان محمود حاجبه الكبير ألتونتاش لحكم خوارزم، وأعطاه خوارزم، وظل حاكما على خوارزم حتى آخر عهده، وكان فتح خوارزم سنة ٤٠٨هـ/١٠١٧م». بعد موته خلفه ابنه هارون. ألتونتاش حكم خوارزم بلقب خوارزمشاه.